# All in My Family
All in My Family es un cortometraje documental estadounidense de 2019 dirigido por Hao Wu. La película sigue a una familia tradicional donde el hijo es un hombre chino gay que ha elegido tener hijos a través de sustitutos.
El documental fue lanzado en Netflix el 3 de mayo de 2019.
 